# Vicente Iborra
Vicente Iborra de la Fuente (Moncada, 16 de janeiro de 1988) é um futebolista profissional espanhol que atua como médio-defensivo. Atualmente, defende o Levante.

## Carreira

### Levante
Nascido em Moncada, comunidade valenciana, Iborra é proveniente da academia de jovens do Levante. Estreou no time principal em 2007-08, época em que o clube encontrava-se com problemas financeiros. Após uma partida contra o Getafe, no dia 9 de janeiro de 2008, pela Copa do Rei, jogou na derrota por 2-0 contra o Real Madrid, quatro dias após, pela liga espanhola.
Em 30 de março de 2008, marcou seu 1º gol pelo clube, nos acréscimos contra o Almería. Na campanha de 2009-10, no retorno do clube à elite, marcou uma vez e foi um dos jogadores mais utilizados no período.

### Sevilla
Iborra é transferido para o Sevilla em 16 de agosto de 2013, acordando um contrato de cinco anos com o clube. Terminou sua primeira temporada pelo clube espanhol com 41 jogos e quatro gols marcados, inclusive um na UEFA Europa League, no qual o Sevilla viera a conquistar logo após.
Em 2014-15, foi aproveitado como meia-atacante por Unai Emery, correspondendo com nove tentos na temporada. No dia 24 de setembro de 2016 tivera que jogar nos últimos minutos do jogo contra o Athletic Bilbao como goleiro, devido a expulsão de Salvatore Sirigu.
Sob o comando de Jorge Sampaoli, começou na reserva no princípio de temporada, porém, ganhou chances ao longo da temporada para se firmar. Fez 3 gols contra o Celta de Vigo, no dia 11 de dezembro, ao substituir um companheiro lesionado no primeiro tempo da partida.

### Leicester City
Foi anunciado em 6 de julho de 2017, como sendo o novo reforço do clube inglês, assinando um contrato de quatro anos e numa transferência de 15 milhões de libras. Após uma lesão na pré-temporada, estreou no dia 19 de setembro pelo clube, jogando os 90 minutos na vitória de 2-0 contra o Liverpool na EFL Cup, providenciando Shinji Okazaki com uma assistência. Sua primeira aparição na Premier League se deu nos 45 minutos finais do empate sem gols contra o Bournemouth, e seu primeiro gol na liga aconteceu no empate em 2-2 contra o Stoke City, no dia 4 de novembro.

### Villarreal
Em 7 de janeiro de 2019, Iborra foi contratado pelo Villarreal.

### Retorno ao Levante
Em 30 de julho de 2022, o Levante anunciou o empréstimo do jogador.

## Títulos
Sevilla
- Liga Europa: 2013–14, 2014–15, 2015–16
- Supercopa Euroamericana: 2016

Villarreal
- Liga Europa: 2020–21

Olympiacos
- Liga Conferência Europa da UEFA: 2023–24